# Neacomys spinosus
Neacomys spinosus és una espècie de mamífer rosegador de la família dels cricètids. Viu a Bolívia, el Brasil, Colòmbia, l'Equador i el Perú. Es tracta d'un animal nocturn que s'alimenta de llavors, fruita i insectes. El seu hàbitat natural són les zones limítrofes entre els boscos i els espais oberts. És una espècie en risc mínim, és a dir, no sembla que hi hagi cap amenaça significativa per a la seva supervivència.
Si es reconeix N. amoenus com una espècie a part, aleshores N. spinosus és endèmic del Perú.